# Борисенко, Виктор Серафимович
Виктор Серафимович Борисенко (26 мая 1926—2005, Таганрог) — советский футболист, нападающий, футбольный тренер.

## Биография
Большую часть игровой карьеры провёл в таганрогской команде «Зенит»/«Трактор»/«Торпедо» в соревнованиях коллективов физкультуры и низших дивизионах соревнований мастеров.
В 1947 году выступал за сталинградский «Трактор», сыграл один матч в классе «А» — 26 июня 1947 года против ЦДКА. Во второй половине 1952 года играл в высшем дивизионе за московский «Локомотив», дебютный матч провёл 16 июля 1952 года против киевского «Динамо», а в своей третьей игре — 3 августа 1952 года против Команды г. Калинина забил свой единственный гол в высшей лиге.
В 1961—1962 годах работал главным тренером «Торпедо» (Таганрог). В 1961 году команда под его руководством заняла третье место в зональном турнире класса «Б», а в 1962 году — вышла в 1/8 финала Кубка СССР. В дальнейшем работал в таганрогском клубе тренером и начальником команды.